# Ideogramma-Pirs
Ideogramma-Pirs è il nome in codice di un programma sovietico relativo a dei satelliti per sorveglianza oceanica a propulsione nucleare, che avrebbero dovuto sostituire il precedente MKRTs (composto da EORSAT e RORSAT). Tale programma avrebbe dovuto essere costituito da due fasi, chiamate Pirs-1 e Pirs-2, con ingresso in servizio previsto per i primi anni novanta. Nel 1988, però, tutto il lavoro relativo ai satelliti a propulsione nucleare venne interrotto per ordine di Michail Gorbačëv, ed al loro posto venne realizzata una variante "universale" del sistema RORSAT, ad energia solare.

## Sviluppo
La decisione di realizzare un sistema satellitare da sorveglianza oceanica in sostituzione dell'MKRTs venne presa nel 1978. Questo, infatti, oltre ad essere afflitto da molti problemi, aveva la peggior affidabilità di qualunque altro sistema sovietico. Le specifiche per questa seconda generazione vennero approvate nel 1980, con lo sviluppo che fu intrapreso nell'undicesimo piano quinquennale. Nel giugno 1981, venne ratificata una risoluzione che, in pratica, indicava delle scadenze per completamento dei progetti. In dettaglio, per la fase 1 del programma (Pirs-1) la data era la fine del 1982, mentre per la fase 2 (Pirs-2) in quell'anno si sarebbe dovuta avviare la fase tecnica. Le specifiche tecniche furono consegnate alla marina sovietica sempre nel 1982.
Inizialmente, il sistema completo avrebbe dovuto essere schierato nel corso del dodicesimo piano quinquennale (periodo tra il 1986 ed il 1990). Tuttavia, a causa di problemi tra i vari uffici tecnici, nonché dell'intransigenza dell'ammiraglio Sergej Georgiyevich Gorškov (il quale temeva che la VMF perdesse il controllo del sistema), vi furono alcuni ritardi. Quindi, nel dicembre 1984, si decise che la fase 1 sarebbe stata resa operativa nel 1990, e la fase 2 nel 1993.
Nel 1987, furono costruiti dei satelliti sperimentali, con lo scopo di testare le tecnologie richieste per i Pirs. Questi erano due Plazma-A, lanciati mediante altrettante missioni cosmos (Kosmos 1818 e 1867). I risultati dei test furono positivi. Tuttavia, nel 1988, il premier sovietico Gorbačëv ordinò l'interruzione di tutti i programmi relativi a satelliti con reattori nucleari a bordo. Tale decisione fu dovuta ai molteplici problemi tecnici che affliggevano questi sistemi, nonché alle proteste internazionali che si verificavano quando i satelliti atomici rientravano con tutto il reattore e si schiantavano sulla Terra.
Al posto dei Pirs, venne immessa in servizio una versione perfezionata "universale" del sistema EORSAT (chiamata US-PU), ad energia solare.

## Tecnica
Lo sviluppo del nuovo sistema coinvolse tre uffici tecnici: NPO Energia, PO Arsenal, e TsKBM. Per la messa in orbita, inoltre, era anche previsto il ricorso ad un nuovo tipo di lanciatore, lo Zenit.
I nuovi satelliti avrebbero dovuto avere notevoli migliorie. Infatti, era prevista l'installazione di un nuovo reattore nucleare Topaz, oltre che di sistemi di bordo completamente nuovi. In dettaglio, sarebbero dovuti essere installati motori per le manovre orbitali e di stabilizzazione, sensori solari, compensatori di impulso magnetico, dispositivi multicanale, oltre che speciali armi al plasma in grado di provvedere alla difesa contro i satelliti nemici (ASAT). La realizzazione dell'intero sistema spaziale era stata affidata alla PO Arsenal, mentre la TsNII Kometa avrebbe dovuto risolvere gli eventuali problemi tecnici.
L'Ideogramma-Pirs avrebbe dovuto essere composto da due fasi.
- Pirs-1: si sarebbe dovuto trattare di un satellite da sorveglianza navale radar, situato su un'orbita circolare di 520 chilometri con inclinazione di 81 gradi e dal peso di 3.550 kg. Questi non avrebbero avuto capacità SIGINT (al loro posato era previsto l'utilizzo, in via temporanea, degli Tselina-2).
- Pirs-2: si trattava della fase 2 del programma. I satelliti avrebbero dovuto ricevere il nome di US-PU (successivamente usato per la versione universale degli EORSAT) e la designazione GRAU di 17F120. Con capacità SIGINT, avrebbero montato il sistema sperimentale Farvater, in grado di intercettare i sottomarini nemici in immersione. I Pirs-2 sarebbero stati situati in un'orbita circolare di 520 chilometri con 81 gradi di inclinazione. Il peso previsto era di 6.500 kg, con un reattore nucleare in grado di fornire una potenza di 10 kW.

Tuttavia, solo due satelliti-test Palzma-A furono lanciati nel 1987, un anno prima della cancellazione del programma. Le tecnologie sviluppate per i Pirs-2 furono però alla base del satellite commerciale per rilevamento radar Obzor, proposto per ora con scarso successo dalla Arsenal.